# Aída González
Aída Magdalena González Solís (29 maggio 1937) è un'ex cestista paraguaiana.
È la sorella di Fanny González.

## Carriera
Con il Paraguay ha disputato i Campionati mondiali del 1964 e ha vinto la medaglia d'oro ai Campionati sudamericani del 1952 e del 1962.